# Cathrin Groetzki
Cathrin Groetzki (* 23. Juli 1992 in Birkenfeld) ist eine ehemalige deutsche Handballspielerin.

## Leben und Karriere
Groetzki begann bereits mit drei Jahren mit dem Handballspiel. Während sie zunächst auch im Turnen und Reitsport aktiv war, entschied sie sich mit 14 Jahren für den Ballsport. In der Jugend spielte sie für die SG Pforzheim/Eutingen. Mit 16 Jahren ging sie zum DJK/MJC Trier, wo sie in der zweiten Mannschaft in der 3. Liga eingesetzt wurde. Nach drei Jahren wechselte die 1,70 m große Rückraumspielerin zum Zweitligisten HSG Bensheim/Auerbach, mit der sie in der Saison 2013/14 in der 1. Bundesliga antrat. Nach der Saison 2014/15 beendete sie ihre Karriere.
Ihr Bruder Patrick Groetzki ist Handballnationalspieler.